# Doschdewiza
Doschdewiza (bulg. Дождевица) ist ein Dorf in der Gemeinde Kjustendil in Westbulgarien.

## Geografie
Doschdewiza liegt nordwestlich von der Stadt Kjustendil und ist 16 km von ihr entfernt. Das Dorf ist auf 100 bis 700 m verstreut und hat eine Fläche von 8 km².

## Infrastruktur
Doschdewiza liegt in einem Tal in einem Gebirge, wohin keine asphaltierten Straßen führen. Im Dorf gibt es keine Busverbindung, jedoch ein Telefon- und Internetnetz. Das Dorf hat, ein wenig entfernt, eine Bahnstation an der Strecke Gjueschewo–Kjustendil. Wirtschaft und Investitionen gibt es in Doschdewiza nicht.

## Sehenswürdigkeit
In Doschdewiza gibt es eine 1926 erbaute Kirche.

## Bevölkerungsentwicklung
Das Dorf hat seit langem eine geringe Bevölkerung, welche jedoch in den letzten beiden Jahrzehnten noch kleiner wurde. Es ist somit vom Verlassen bedroht.
| Datum      | Einwohnerzahl |
| ---------- | ------------- |
| 31.12.1934 | 347           |
| 31.12.1946 | 295           |
| 01.12.1956 | 212           |
| 01.12.1965 | 55            |
| 02.12.1975 | 39            |
| 04.12.1985 | 22            |